# 烏里姆
烏里姆（直译：「燈」）是以色列南部區內蓋夫沙漠的一座基布茲。基布茲位於加沙走廊邊境附近，貝爾謝巴以西約30公里處，其隸屬於艾希科爾地區議會管轄。2021年，人口為504人。

## 歷史

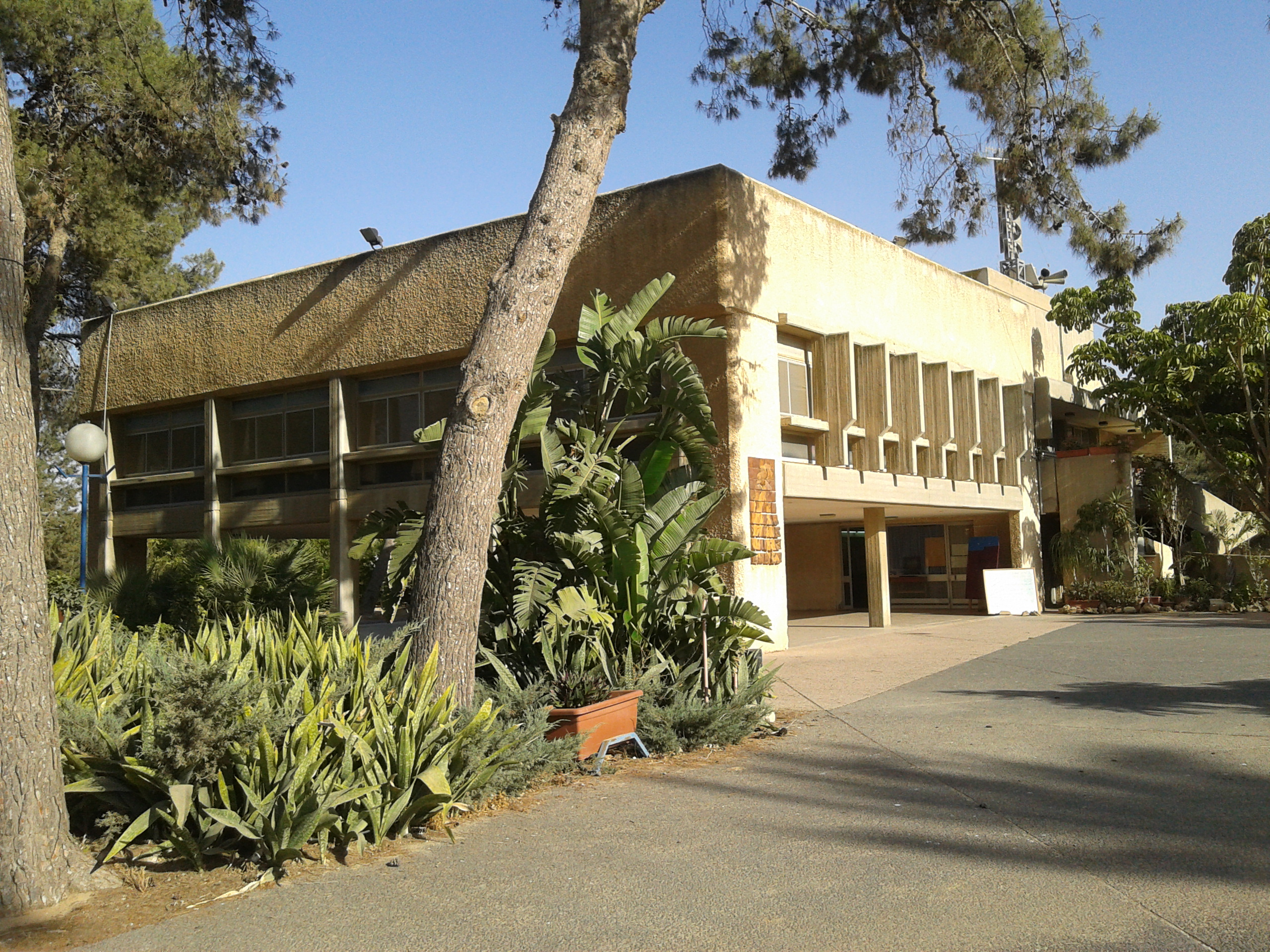
烏里姆公共食堂

烏里姆基布茲於1946年10月6日由一群來自保加利亞的年輕猶太人建立，是內蓋夫11定居點之一，後來勞工錫安主義青年運動建設者—自由的北美成員也加入其中。根據巴勒斯坦歷史學家瓦利德·哈利迪的說法，烏里姆是在原屬於巴勒斯坦阿爾伊馬拉村的土地上建立的。1948年以色列-阿拉伯戰爭期間，阿爾伊馬拉人口銳減，烏里姆在村址以南約1公里處建立。

## 經營
烏里姆基布茲在曾經營一家生產毯子的工廠，該工廠在1980年代被火災摧毀。如今，烏里姆生產針刺不織布。烏里姆與位於內蓋夫西北部的基蘇菲姆基布茲一起經營「奧拉農田作物」公司，該耕地約有270001杜納畝（約6700英畝）。超過三分之二的田地可以通過供應水源的水管，配有液壓閥門、通訊和自動化網絡來灌溉。秋季作物包括馬鈴薯、胡蘿蔔、紅蘿蔔、小麥、大麥和洋蔥；春季作物包括向日葵、花生和玉米。夏季的作物則是葡萄。

## 外部鏈結
- Urim （页面存档备份，存于） Negev Information Centre
- Personal website about Urim